# Carobius elongatus
Carobius elongatus är en insektsart som beskrevs av Tim R. New 1988. Carobius elongatus ingår i släktet Carobius och familjen florsländor. Inga underarter finns listade i Catalogue of Life.